# Пересветово (Московская область)
Пересветово — село в Дмитровском районе Московской области. С 2005 по 2018 год село входило в состав городского поселения Дмитров.
В селе действует церковь Иконы Всех Скорбящих Радость 1825 года постройки.

## Расположение
Село расположено в центральной части района, примерно в 3 километрах от северной окраины Дмитрова, на водоразделе Яхромы и Якоти, высота центра над уровнем моря 222 м. Ближайшие населённые пункты — Тендиково на юго-западе, Прудцы на востоке и Шелепино на северо-западе.

## История
Впервые документально о селе Пересветово упоминается в 1563 году, когда владелец трети села Иван Долгий «продал свою куплю» Троице-Сергиеву монастырю. В 1574 году другая треть села была продана тому же монастырю Михаилом Ивановичем Пересветовым (он продал «свою старинную вотчину…со всеми угодьи…»). В селе был храм, двор боярский и хоромы на дворе.
Название села связано с известной в Дмитровском княжестве фамилии Пересветовых.
В 1627—1629 годах по переписным книгах к селу относятся пустоши: Руниха (также Поруниха), Борисово (бывшее сельцо), Васково (также Медведково), Поповская.
На 1680 год в состав Пересветовской вотчины Нарышкиных  входили также деревни: Тенчиково, Прудцы и Шелепино.
В 1825 году в селе на месте деревянной церкви была построена кирпичная Скорбященская церковь.
До реформы 1861 года по освобождению крестьян от крепостной зависимости деревней владел несовершеннолетний князь Сергей Голицын, проживающей с матерью в Санкт-Петербурге. Управлял вотчиной М. Т. Крашилин, работающий в Министерстве иностранных дел. В вотчину Голицына входили: село Пересветово с деревнями Тендиково, Прудцы, Шепелево и село Фёдоровское с деревнями Бирлово, Ярово, Митькино. Усадьба Голициных ранее располагалась (сохранилась в частичном виде) в селе Даниловском (сейчас посёлок совхоза «Будённовец»).
До 1954 года Пересветово было центром Пересветовского сельсовета. До 1987 года в составе Орудьевского сельсовета.
В 1994—2005 годах Пересветово входило в состав Внуковского сельского округа.

## Население
| 2002 | 2006 | 2010 |
| ---- | ---- | ---- |
| 129  | ↘89  | ↗91  |

## Достопримечательности
- Скорбященская церковь
- Памятник воинам, погибшим в годы ВОВ